# 埃特雷皮伊
埃特雷皮伊（法語：Étrépilly，法語發音：[etʁepiji] ⓘ）是法国塞纳-马恩省莫城区的一个市镇，位于该国中北部。第一次世界大戰烏爾克戰役期间，此處曾經遭到戰火的蹂躪。

## 地理
埃特雷皮伊（49°2'8"N, 2°55'52"E）面积13.18 平方千米，位于法国法蘭西島大區塞纳-马恩省，莫城的北面11 km（6.8 mi）處。
与埃特雷皮伊接壤的市镇（或旧市镇、城区）包括：皮雪、米尔蒂安地区特罗西、瓦雷德、万西-马讷夫尔、巴尔西、尚布里、泰鲁阿讷河畔孔日、马西伊。
埃特雷皮伊的时区为UTC+01:00、UTC+02:00（夏令时）。

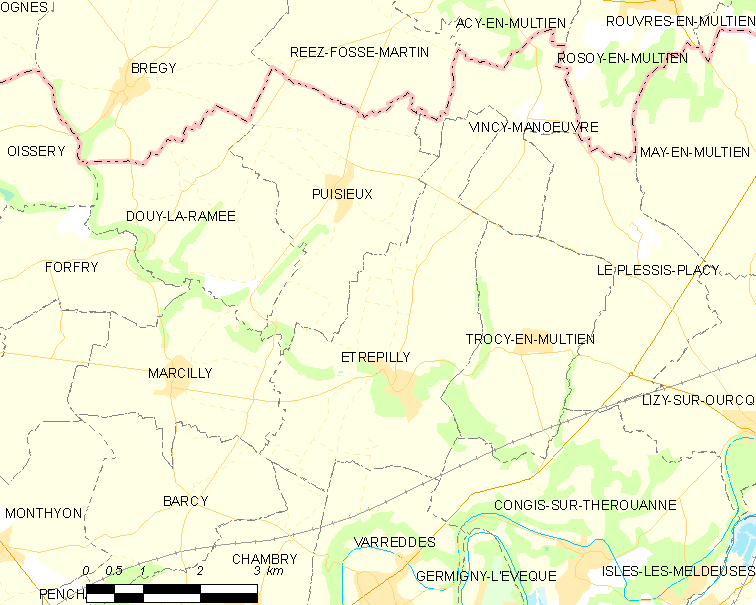
埃特雷皮伊的OSM定位图

## 行政
埃特雷皮伊的邮政编码为77139，INSEE市镇编码为77173。

## 政治
埃特雷皮伊所属的省级选区为拉费泰苏茹阿尔县。

## 人口

1962-2008年间埃特雷皮伊人口变化图示

埃特雷皮伊于2022年1月1日时的人口数量为813人。